# ليو ديليب
كليمان فيليبرت ليو ديليب (بالفرنسية: Clément Philibert Léo Delibes؛ 
تنطق بالفرنسية: [klemɑ̃ filibɛʁ leo dəlib]
؛ و. 21 فبراير 1836 – ت. 16 يناير 1891) مؤلف موسيقي فرنسي للباليه والأوبرا وأعمال أخرى للمسرح.

## حياته
فردريش نيتشه قال إنه أحب ليو دليبس لأنه لم يقدم «بأي ادعاءات للعمق». مثل مدرسه أدولف آدم، الذي كتب «طموحي الوحيد تأليف الموسيقى الشفافة والسهل فهمها وتسلية الجمهور»، كانت موسيقى ديلبس مليئة بالشخصية – ربما تشبه جياكومو مايربير وشارل جونو وجورج بيزيه والمؤلفين الموسيقيين الفرنسيين الآخرين أكثر من شخصيته الموسيقية. ربما أنه لم يمتلك هوية موسيقية قوية، مع ذلك حقق ديلبس شهرة كبيرة أثناء حياته وهو مؤسس موسيقى الباليه السيمفونية الحديثة. كمؤلف للأوبرا حقق للتو شهرته الدائمة بعمل «لاكميه».
بعد مشوار فني لشبابه كقائد جوقة وعازف أرغن لسانت بيير دي شالو، عمل ديليبس كعازف مصاحب في السمرح الغنائي حيث اتصل مع جونو وبيزيه وبرليوز. في حين ألف ديلبس العديد من أعمال الأوبرا كوميك الناجحة جدا والأوبريت التي كتبها كثيرا بأسلوب أوفنباخ 1863 انتقل إلى دار الأوبرا حيث وصل للمرتبة الراقية لقائد الكورس الثاني. مع ذلك اندفع برغبة ليكتب باليه وفي عام 1866 نجاح عمله «المصدر» الذي كتبه بالتعاون مع لويس مينكاس أقنعه أن مواهبه حقا ناسبت الرقص جيدا. عام 1869 كتب آخر أوبريت له والعام التالي أكمل باليه كوبليا وحقق نجاحا ساحقا آخر. سعى ديلبس عمله بحماس متجدد حيث حقق المزيد من النجاح مع عمله «سيلفيا» سنة 1880 – وهو عمل له أثر كبير على باليهات تشايكوفسكي. رغم تخليه عن الأوبريت لم يهمل الأوبرا وعام 1883 بعد عام من العرض الأول لأوبرا بارسيفال لفاجنر عرضت لاكميه في الأوبرا كوميك. كانت أيضا نجاحا ساحقا واعتمدت سمعته عليها وكوبليا من حينها.

## موسيقاه

### لاكميه
لاكميه مثال على الغرائبية الأوروبية التي تدور أحداثها في الهند في منتصف القرن التاسع عشر. ملازم إنجليزي افتتن بلاكمي ابنة قس من الطائفة البراهمية التي طعنت جيرالد آخر الأمر تطعن جيرالد لدى اكتشاف هويته. لاكميه تهتم بجروح في كوخ الغابة، لكنه لم يتمكن من اتخاذ قرار بشأن حبه لها ومسئوليته تجاه كتيبته. لاكميه تقرر أن تطعمه نبات سام.
الكتابة اللحنية الخفيف لديليب تنفذ العمل – «دويتو الزهور» الجميل للفصل الأول لمطربتي سوبرانو أحد أشهر اللحظات في الأوبرا، رغم أنه أساسا بسبب حقيقة أن شركة الطيران البريطانية استخدمتها كلحنها لفترة. «أغنية الجرس» للاكميه هي من أحسن الأغاني الأخرى في الأوبرا لكن هذه ليست مجرد قطعة ماهرة للسوبرانو. دور الرجل الأساسي جيد في الرسم والطابع الشرف للموسيقى مسلي بانسجام رغم كل المحافظة في لاكميه.

### كوبيليا
شجع كوبيليا تشايكوفسكي على ملاحظة أنه فضل ديليب على برامز. ومعترف به أن تشايكوفسكي لديه شعور خاص بالحب للباليه وكراهية خاصة لبرامز (“هذا الوغد بلا موهبة" كما وصفه من قبل) لكن يوجد شك قليل أنه إضافة للموسيقى الراقصة لتشايكوفسكي تعد كوبليا واحدة من الأعمال الهامة في القرن التاسع عشر في هذا النوع. اعتمادا على القصة القصيدة لإي تي إيه هوفمان "رجل الرمل" التي تتعلق بصانع الألعاب الدكتور كوبلياس وعروسه الراقص (حكاية استخدمها أوفنباخ في "حكايات هوفمان") الموسيقى مليئة بالألحان الرائعة والشخصيات الحيوية والرقصات اللامعة. هذا ليس عملا راقيا لكن أحد الباليهات الكلاسيكية القليلة التي تلفت انتباه قريب بعيدا عن المسرح.

## وصلات خارجية
- ليو ديليب على موقع IMDb (الإنجليزية)
- ليو ديليب على موقع الموسوعة البريطانية (الإنجليزية)
- ليو ديليب على موقع ميوزك برينز (الإنجليزية)
- ليو ديليب على موقع أول موفي (الإنجليزية)
- ليو ديليب على موقع قاعدة بيانات برودواي على الإنترنت (الإنجليزية)
- ليو ديليب على موقع قاعدة بيانات الأفلام السويدية (السويدية)
- ليو ديليب على موقع إن إن دي بي (الإنجليزية)
- ليو ديليب على موقع أول ميوزيك (الإنجليزية)
- ليو ديليب على موقع ديسكوغز (الإنجليزية)
- ليو ديليب على موقع قاعدة بيانات الفيلم (الإنجليزية)